# Meera Syal
Feroza 'Meera' Syal (Wolverhampton, 27 juni 1961) is een Britse actrice, komiek, auteur, scenarioschrijfster en filmproducente.

## Biografie
Syal werd geboren in Wolverhampton, haar ouders emigreerde voor haar geboorte naar Engeland, en groeide op in Essington. Op jonge leeftijd verhuisde zij met haar familie naar Walsall. Het landschap van deze regio en dat haar familie daar de enige Aziatische mensen waren werd later haar idee voor het boek dat zij schreef met de naam Anita and Me, in 2002 werd dit boek verfilmd. Later beschreef Syal dit boek als half autobiografisch. Zij doorliep de middelbare school aan de Queen Mary's High School in Walsall en studeerde hierna af in drama en Engels aan de Universiteit van Manchester in Manchester.
Syal begon in 1983 met acteren in de film Majdhar, waarna zij nog meer dan 100 rollen speelde in films en televisieseries. Naast het acteren voor televisie is zij ook actief als actrice in lokale theaters. In 2003 werd zij genomineerd voor een BAFTA Award voor haar rol in de televisieserie The Kumars at No. 42 in de categorie Beste Optreden in Entertainment.
Syal was van 1989 tot en met 2002 getrouwd waar een dochter is geboren, en in 2005 is zij getrouwd met acteur Sanjeev Bhaskar met wie zij een zoon heeft.

## Filmografie

### Films
Selectie:
- 2019 Yesterday - als Sheila Malik
- 2018 The Nutcracker and the Four Realms - als Cook
- 2017 Paddington 2 - als aanklager
- 2016 Doctor Strange - als dr. Patel
- 2016 Alice Through the Looking Glass - als Nobody (stem)
- 2010 You Will Meet a Tall Dark Stranger - als moeder van Dia
- 2009 Desert Flower - als Pushpa Patel
- 2006 Scoop - als medepassagier van Joe
- 1996 Beautiful Thing - als miss Chauhan

### Televisieseries
Uit2023gezonderd eenmalige gastrollen.
●2023 Mrs. Sidhu investigates
- 2022 The Devil's Hour - als dr. Ruby Bennett - 5 afl.
- 2018- 2022 The Split - als Goldie - 7 afl.
- 2021 Code 404 - als Elizabeth Churchland - 4 afl.
- 2021 Back to Life - als Gaia - 2 afl.
- 2015 The Brink - als Naeema - 5 afl.
- 2015 Broadchurch - als rechter Sonia Sharma - 7 afl.
- 1998-2015 Goodness Gracious Me - als diverse karakters - 21 afl.
- 2014 The Kumars - als Sushil 'Ummi' Kumar - 6 afl.
- 2013 Family Tree - als Chitra - 2 afl.
- 2011 The Jury - als hoofdlerares - 2 afl.
- 2010 Doctor Who - als Nasreen Chaudhry - 2 afl.
- 2010 Tinga Tinga Tales - als uil (stem) - 16 afl.
- 2008-2009 Beautiful People - als tante Hayley - 11 afl.
- 2009 Holby City - als Tara Sodi - 9 afl.
- 2009 Horrible Histories - als verhalenverteller - 10 afl.
- 2007 Jekyll - als Miranda - 6 afl.
- 2006 The Amazing Mrs Pritchard - als Liz Shannon - 53 afl.
- 2001-2006 The Kumars at No. 42 - als Sushil 'Ummi' Kumar - 53 afl.
- 2005 Life Isn't All Ha Ha Hee Hee - als Sunita - 3 afl.
- 2005 M.I.T.: Murder Investigation Team - als DCI Anita Wishart - 4 afl.
- 2002 All About Me - als Rupinder - 6 afl.
- 2001 Bedtime - als Ruby - 5 afl.
- 2001 In Deep - als Marta Drusic - 6 afl.
- 2000 Fat Friends - als Aysha Kapoor - 4 afl.
- 1997-1998 Keeping Mum - als Tina Beare - 10 afl.
- 1995 Soldier Soldier - als Sangita Sharma - 3 afl.
- 1995 The Bill - als miss Choudry - 2 afl.
- 1995 Degrees of Error - als dr. Jean Lowell - 2 afl.
- 1991-1992 Kinsey - als Val - 12 afl.
- 1991 The Real McCoy - als diverse karakters - 2 afl.
- 1987 A Little Princess - als Anna - 3 afl.
- 1986 To Have and to Hold - als Janine - 3 afl.
- 1985 The Secret Diary of Adrian Mole Aged 13 3/4 - als mrs. Singh - 2 afl.

### Filmproducente
- 2005 Life Isn't All Ha Ha Hee Hee - televisieserie
- 2002 Anita & Me - film

### Scenarioschrijfster
- 2017 Brexit Shorts: Just a T-shirt - korte film
- 2014 Playback - korte film
- 2010 Little Crackers - televisieserie - 1 afl.
- 2008 Mumbai Calling - televisieserie - 7 afl.
- 2005 Life Isn't All Ha Ha Hee Hee - televisieserie - 3 afl.
- 2002 Anita & Me - film
- 2001 Goodness Gracious Me: Back Where They Came from - film
- 1998 Goodness Gracious Me - televisieserie - 1 afl.
- 1994 A Nice Arrangement - korte film
- 1993 Bhaji on the Beach - film
- 1992 Screen Two - televisieserie - 1 afl.
- 1991 The Real McCoy - televisieserie - 2 afl.
- 1987 Tandoori Nights - televisieserie - 2 afl.
- 1985 Black Silk - televisieserie - 1 afl.

## Auteur
- 1996 Anita and Me
- 1999 Life Isn't All Ha Ha Hee Hee (werd later in Duitsland uitgebracht met de naam Sari, Jeans und Chilischoten)

- Bibsys: 1018860
- Bibliothèque nationale de France: cb135545820 (data)
- Catàleg d'autoritats de noms i títols de Catalunya: 981058514639306706
- CiNii: DA10835347
- Gemeinsame Normdatei: 124615465
- International Standard Name Identifier: 0000 0000 6311 4137
- Library of Congress Control Number: n89265418
- MusicBrainz: dc8f002f-41f2-4beb-8014-3b1d08cda8bf
- Nationale Bibliotheek van Tsjechië: xx0011194
- Nationale Bibliotheek van Israël: 987007429369105171
- Nederlandse Thesaurus van Auteursnamen: 145488446
- Réseau des bibliothèques de Suisse occidentale: 02-A003879322
- Système universitaire de documentation: 050781219
- Virtual International Authority File: 79154876
- WorldCat: E39PBJyxk8JKv7xHvx3xJqX8G3